# Frédérique Bredin
Pour l’article homonyme, voir Bredin.
Frédérique Bredin, née le 2 novembre 1956 à Paris, est une haute fonctionnaire et femme politique française. Elle a notamment été ministre de la Jeunesse et des Sports puis présidente du CNC.

## Biographie

### Formation
Fille de l'avocat d'affaires Jean-Denis Bredin, de l'Académie française, et de Danièle Hervier, avocate, Frédérique Bredin est scolarisée au lycée Victor-Duruy dans le 7e arrondissement de Paris. 
Diplômée de l'Institut d'études politiques de Paris (promotion 1976 voie Service Public), elle intègre, en 1978, l’ENA (promotion Voltaire, celle de François Hollande, Michel Sapin, Ségolène Royal, Dominique de Villepin ou Renaud Donnedieu de Vabres) dont elle sort classée septième (voie administration générale), ce qui lui permet de rejoindre l’Inspection générale des finances.

### Cabinets ministériels
En 1984, elle intègre le cabinet de Jack Lang, ministre de la Culture et de la Communication, où elle s’occupe de la politique cinématographique et audiovisuelle.
C'est l'époque du lancement de Canal+ et des chaînes privées. Le gouvernement autorise Canal+ à utiliser le quatrième réseau hertzien terrestre pour diffuser une chaîne de cinéma et de sport. En contrepartie, il lui impose des obligations : Canal+ doit participer à l'effort de création en s'acquittant d'une taxe reversée au CNC et s'engager à pré-acheter de films. Lors du lancement des chaînes privées l'année suivante, Jack Lang crée, par le même raisonnement, une taxe sur leurs recettes publicitaires et leur impose des obligations d'investissement dans le cinéma et les œuvres audiovisuelles.
En 1986, Frédérique Bredin rejoint l'Élysée où elle est chargée, auprès du président François Mitterrand, de la culture, de l'audiovisuel et du suivi des grands travaux lancés par le chef de l'État.

### Mandats politiques

#### Députée de Seine-Maritime
Incitée par François Mitterrand à se présenter devant les électeurs, Frédérique Bredin est élue députée de la 9e circonscription de Seine-Maritime en 1988. Elle devient alors benjamine de l'Assemblée nationale. Au cours de son premier mandat, elle est membre de la commission des Affaires culturelles, familiales et sociales.
Nommée ministre de la Jeunesse et des Sports, elle quitte l'Assemblée nationale en mai 1991. Elle est réélue députée de la 9e circonscription de Seine-Maritime lors d'une élection partielle en 1995, puis lors des élections de 1997.
En 1996, elle signe avec neuf autres femmes politiques de tous bords, dont Édith Cresson, Michèle Barzach, Catherine Tasca et Simone Veil, un manifeste en faveur de l'égalité femmes-hommes : « Le manifeste des 10 », paru dans L'Express. Ce manifeste vise à inciter la classe politique à prendre des mesures en faveur de la parité.
À partir de janvier 1996, elle siège à la commission des Lois. Puis, en 1997, elle est nommée rapporteur du projet de loi relatif à la délinquance sexuelle, qui vise à étendre les droits des victimes d'abus. Dans le cadre de ce débat, elle fait voter un amendement portant de 10 à 20 ans le délai de prescription pour les crimes sexuels. Elle fait également adopter un autre amendement imposant aux juges de motiver leur décision en cas de classement sans suite d'affaires d'abus sexuels sur mineurs.
En septembre 2000, elle démissionne pour rejoindre le groupe privé Lagardère Média comme directrice de la stratégie et du développement.

#### Maire de Fécamp
De 1989 à 1995, elle est également maire de Fécamp, dans le Pays de Caux.
Au cours de son mandat, elle mène une politique pour favoriser l'activité économique locale et la reconversion des zones de pêche. Une agence locale du développement est créée pour attirer des investissements dans la région. Frédérique Bredin s'engage également pour la promotion du tourisme, grâce à l'obtention d'un contrat de station de neuf millions d'euros sur trois ans et à la rénovation du front de mer[réf. nécessaire].

#### Députée européenne
Élue députée européenne en 1994, elle siège au Parlement de Strasbourg jusqu'en 1996. Réélue à l'Assemblée nationale en 1995, elle démissionne de son mandat de maire, puis de députée européenne, suivant le principe de non-cumul des mandats.

#### Autres mandats
De 1995 à 2000, elle est secrétaire nationale du Parti socialiste chargée de la culture et de la communication.

### Ministre de la Jeunesse et des Sports
Frédérique Bredin est nommée ministre de la Jeunesse et des Sports en 1991, dans le Gouvernement d'Édith Cresson. Elle conserve son poste au sein du Gouvernement de Pierre Bérégovoy jusqu'en 1993. Au cours de son mandat, elle participe à l'organisation des XVIe Jeux olympiques d'hiver à Albertville (Savoie).
En 1991, pour favoriser l’insertion des jeunes par le sport, elle s’engage à ouvrir 1000 mini-terrains sportifs, les « J-Sports », au cœur des banlieues. Cette opération, parrainée par des sportifs de haut niveau, remporte un grand succès dans de nombreuses communes. Le même été, elle lance le plan « Eté jeunes » en faveur des jeunes des quartiers défavorisés. Dans ce cadre, plus de 7500 jeunes s’inscrivent dans près de 400 « ateliers de proximité » ou « chantiers de restauration du patrimoine » mis en place par ses services. De plus, elle soutient l’ouverture aux jeunes d’établissements sportifs traditionnellement fermés à cette période. Le fonctionnement et l’animation sont pris en charge par le ministère, et l’encadrement assuré par des étudiants ou des éducateurs sportifs. Un concours est également lancé pour récompenser des projets élaborés et menés par des jeunes dans leurs quartiers. 1000 séjours vacances ou stages sportifs sont attribués.
En 1992, elle présente un projet de loi sur la modernisation du sport. Le texte vise notamment à favoriser une gestion plus transparente des clubs sportifs par une réforme de leur statut. Deux options sont proposées aux clubs : la société d’économie mixte sportive, qui permet aux collectivités locales d’être majoritaires dans le capital ; et la société à but sportif, dans laquelle l’association sportive détient la minorité de blocage. Le projet a également pour objectif d’assurer le droit à l’information sportive en alignant le droit de citation en matière sportive sur le droit commun. Le texte permet ainsi à toutes les chaînes de télévision de retransmettre des extraits de l’ensemble des manifestations sportives. Le projet de loi est adopté le 13 juillet 1992.
Quatre mois après la promulgation de la loi de modernisation du sport, Frédérique Bredin crée une commission tripartite « sport-sécurité ». Composée de membres du Parlement, de l’État et du milieu sportif, elle a pour objectif de trouver des solutions pour prévenir les délits commis dans les stades et assurer la sécurité des joueurs et des spectateurs lors des manifestations sportives.

### Fonctions dans le secteur privé
En avril 2000, elle devient directrice de la stratégie et du développement de Lagardère Média, membre du comité exécutif.
En 2004, elle est nommée éditrice du Journal du dimanche et prend également, en 2006, les fonctions de directrice déléguée auprès du directoire de Lagardère Active Médias et d'éditrice des hebdomadaires Version Femina et TV Hebdo.
Elle renoue avec la vie politique en soutenant Arnaud Montebourg dans sa campagne pour la primaire socialiste en vue de l’élection présidentielle de 2012.

### Centre national du cinéma et de l'image animée (CNC)
Le 26 juin 2013, elle est nommée présidente du Centre national du cinéma et de l'image animée (CNC),,. Lors de sa nomination, la presse rappelle sa grande connaissance des dossiers de l'audiovisuel et de la communication et sa réputation de grande travailleuse. Certains articles mentionnent une nomination « politique ».
Comme Présidente du CNC, elle s’engage pour la contribution des acteurs du numérique au financement de la création. Dès 2013, la France pose une première pierre en matière de fiscalité du numérique avec l’extension de la taxe vidéo aux plateformes payantes de type Netflix, puis en 2016, aux plateformes gratuites comme YouTube. Les recettes de cette taxe sont versées au fonds de soutien du CNC qui finance le cinéma et l’industrie audiovisuelle française. Elle participe également, avec la Ministre de la Culture, à faire adopter la directive européenne sur les Services de médias audiovisuels (SMA). Cette directive impose aux plateformes numériques des obligations d'investissement dans le cinéma et l'audiovisuel et, à la demande de la France, une quota de diffusion et de mise en valeur d'au moins 30 % d’œuvres européennes. Elle s'engage également pour l'adoption de la directive européenne visant à adapter le droit d'auteur à l'ère numérique, afin de garantir aux créateurs le respect de leurs droits.
Frédérique Bredin se consacre également à assurer la compétitivité de la France en matière de tournages. Au cours de son mandat, elle contribue à l’adoption de la réforme revalorisant les crédits d’impôt consacrés au cinéma et à l’audiovisuel, votée par le Parlement en 2015. Cette réforme permet de créer des emplois et de générer des investissements importants avec le tournage en France de productions comme Dunkerque de Christopher Nolan ou Mission Impossible,.
Engagée en faveur de l’éducation à l’image, elle lance un programme qui permet à 1000 jeunes en service civique de relancer et d'animer près de 300 ciné-clubs dans les lycées français. En 2019, elle lance un jeu éducatif, L’Atelier cinéma, destiné aux élèves du primaire et du collège. Distribué gratuitement dans toutes les écoles, L’Atelier cinéma est le premier dispositif d’éducation à l’image permettant de toucher 100 % d’une classe d’âge. Par ailleurs, avec les régions, elle soutient l’embauche de plus de 70 médiateurs dans les salles de cinéma, afin de développer les publics et de créer des échanges autour des films. Elle mène par ailleurs une importante réforme du soutien à l'Art & essai.
En 2017, elle lance CNC Talent, le premier fonds destiné à la création numérique. Elle s'engage par ailleurs pour le développement des nouvelles technologies et des secteurs d'avenir : effets spéciaux, animation, réalité virtuelle, jeu vidéo,,,.
En 2018, elle engage une réforme du financement de l’audiovisuel. Cette réforme vise à recentrer les soutiens apportés au secteur sur la création originale. Ce changement de règles est mal accueilli par les chaînes de télévision (notamment TF1 et M6). En complément, elle lance un "Plan séries" pour soutenir les œuvres les plus créatives et à forte ambition internationale.
En 2019, elle soutient l’organisation au CNC des premières "Assises sur la parité, l’égalité et la diversité dans le cinéma", organisées par le collectif 50/50 pour 2020. Pour favoriser la parité femmes-hommes dans le cinéma, le CNC s’engage à ce que les films qui intègrent autant de femmes que d’hommes dans les postes d’encadrement de leur équipe de tournage bénéficient d’un bonus financier (15 % des aides accordées par le CNC). Au cours de son mandat, Frédérique Bredin a également assuré la parité des membres des commissions qui attribuent les aides du CNC.

### Retour en politique
Le 6 août 2025, Frédérique Bredin reçoit officiellement l'investiture du Parti socialiste pour l'élection législative partielle organisée les 21 et 28 septembre dans la deuxième circonscription de Paris. Elle fait notamment face à Rachida Dati, Michel Barnier et Thierry Mariani.

### Vie privée
Elle est la fille de l’avocat, académicien et ancien responsable du MRG, Jean-Denis Bredin, et de l'avocate Danièle Hervier. Elle se marie le 21 décembre 1985 à l'homme d'affaires Jean-Pascal Beaufret, aussi engagé en politique, avec qui elle a deux enfants, et dont elle divorce au mois de juin 2008.

## Fonctions gouvernementales
- Ministre de la Jeunesse et des Sports du gouvernement Édith Cresson (du 16 mai 1991 au 4 avril 1992).
- Ministre de la Jeunesse et des Sports du gouvernement Pierre Bérégovoy (du 4 avril 1992 au 30 mars 1993).

## Œuvres
- Députée, journal de bord, Fayard, 1997, 270 p. (ISBN 2-213-59846-0)
- Tir à vue 1965-2012. La folle histoire des présidentielles (en collaboration avec Jean-Jérôme Bertolus), Fayard, 2011, 362 p.  (ISBN 2-213-654743)[38])

## Décorations
- Chevalière de la Légion d'honneur en 2002[39]